# Fragile - A Ghost Story
Fragile - A Ghost Story (Frágiles) è un film horror del 2005 diretto da Jaume Balagueró, e con protagonista Calista Flockhart.

## Trama
Isola di Wight, Inghilterra. Il fatiscente ospedale Mercy Falls sta per chiudere i battenti dopo un secolo di attività, ed i suoi pazienti trasferiti in altri istituti. Ma un tremendo incidente ferroviario sull'isola ha reso sovraffollati gli altri ospedali, e gli ultimi degenti rimasti al Mercy Falls, otto bambini, sono costretti ad attendere altri giorni prima di essere trasferiti. Al Mercy Falls viene messa in servizio l'infermiera Amy Nicholls, per coprire il turno di notte lasciato vacante da Susan, che ha improvvisamente lasciato l'ospedale per poi morire in un incidente stradale.
Amy non riesce a darsi pace per la morte di una bambina, per la quale si sente responsabile, e per tale motivo diventa iperprotettiva nei confronti dei bambini del Mercy Falls. In particolar modo Amy si affeziona a Maggie, una bambina orfana e malata, ossessionata e spaventata da Charlotte, il fantasma di una bambina che abita al secondo piano dell'ospedale, in disuso da 50 anni. Oltre a ciò, nell'ospedale accadono cose strane: Simon, un altro dei piccoli degenti si frattura il femore misteriosamente, l'ascensore funziona in modo anomalo e strani rumori si odono durante la notte. Ciò nonostante al di fuori di Amy e dei bambini, nessun altro dei dipendenti sembra notare nulla. Amy, capendo che Susan sapeva qualcosa, si rivolge a due anziane medium che l'infermiera frequentava. Da loro, Amy scopre che i vivi vedono le anime dei defunti quando sono in punto di morte e anche Susan aveva visto Charlotte proprio prima di morire. Inoltre le medium le spiegano che i fantasmi restano legati a ciò che maggiormente avevano amato in vita, e quindi nel caso di Charlotte, c'è qualcosa che la lega ancora all'ospedale.
Mentre lo smantellamento del reparto procede, gli eventi precipitano e Roy, inserviente dell'ospedale, muore in circostanza misteriosa. Dopo essere salita al secondo piano insieme a Maggie per indagare, alla fine Amy riesce ad ottenere la fiducia del dr. Robert Marcus, ed i due insieme scoprono un vecchio filmato in cui vengono mostrate le cure ad una bambina, che sofferente di osteogenesi imperfetta, aveva le ossa particolarmente deboli. La bambina del filmato sembra essere quella che vede Maggie.  Successivamente, la dottoressa Folder, primario dell'ospedale, dopo essere stata avvertita del ritrovamento del filmato, rivela una storia che fa maggiormente luce sulla vicenda: Charlotte non era la bambina del filmato, ma l'infermiera che l'aveva in cura. L'infermiera Charlotte era talmente ossessionata dalla sua paziente, che si chiamava Mandy, al punto di procurarle fratture, nonostante i miglioramenti, pur di non farla dimettere. Alla fine, la sua ossessione la portò ad uccidere Mandy e dopo aver indossato i sostegni metallici della bambina, si suicidò lanciandosi nella tromba dell'ascensore.
Quando Amy e Robert decidono di evacuare l'ospedale, il fantasma di Charlotte si scatena, ferendo alcuni bambini e facendo crollare le pareti per impedire agli ultimi pazienti di lasciare l'edificio. Ciò nonostante tutti riescono ad uscire dall'ospedale, tranne Maggie, che risulta introvabile. Amy rientra nel Mercy Falls, e trova Maggie al secondo piano dell'ospedale, l'ala abbandonata. Amy e Maggie si trovano faccia a faccia con il fantasma di Charlotte, ma riescono a fuggire. Tuttavia Maggie colta da una crisi muore, ed anche Amy ferita mortalmente si spegne, nonostante i tentativi di rianimazione di Robert. A quel punto, l'anima della piccola Maggie compare sul cadavere di Amy e le dà un bacio, facendola risvegliare. La scena si sposta a qualche tempo dopo, con Amy che si risveglia in ospedale, e ripensa alle parole delle medium relativamente all'attaccamento dei fantasmi a ciò che amavano in vita. Davanti alla stanza in cui è ricoverata Amy, passa in barella un anziano evidentemente in punto di morte, che guardando nella stanza di Amy, vede il fantasma di Maggie.

## Distribuzione
Il film è stato distribuito nelle sale italiane il 3 febbraio 2006 dalla PFA Films.

### Home-video
La prima edizione in DVD del film è stata distribuita il 6 luglio 2006 dalla 01 Distribution. Il 17 maggio 2023, viene distribuito per la prima volta in Blu-ray Disc dalla Eagle Pictures.

## Produzione
Il film è stato girato fra Barcellona e l'isola di Wight.

## Riconoscimenti
Barcelona Film Awards 2006
Miglior fotografia: Xavi Giménez (vinto)
Miglior montaggio: Jaume Martí (vinto)
Miglior attrice: Elena Anaya (nominata)
Miglior regia: Jaume Balagueró (nominato)
Miglior colonna sonora: Roque Baños (nominato)
Cinema Writers Circle Awards Spagna 2006
Miglior colonna sonora: Roque Baños (nominato)
Goya Awards 2006
Migliori effetti speciali (vinto)
Miglior colonna sonora: Roque Baños (nominato)
Gérardmer Film Festival 2006
Audience Award: Jaume Balagueró (vinto)
Prix 13ème Rue: Jaume Balagueró (vinto)
Special Jury Prize: Jaume Balagueró (vinto)
Youth Jury Grand Prize: Jaume Balagueró (vinto)